# Calliprogonos
Calliprogonos é um gênero de mariposa pertencente à família Bombycidae.